# 2606 Одеса
2606 Оде́са (2606 Odessa) — астероїд головного поясу, відкритий 1 квітня 1976 року.
Тіссеранів параметр щодо Юпітера — 3,257.